# Lingua giavanese

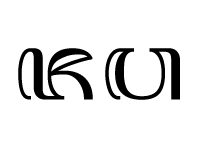
La parola Giava scritta in Alfabeto giavanese.

La lingua giavanese (o Basa Jawa in giavanese) è una lingua maleo-polinesiaca parlata in Indonesia, nella parte centrale e orientale dell'isola di Giava (talvolta scritta "Java" e sempre scritta così in inglese), e in Malaysia.
Al 2022, è parlato da 68,3 milioni di parlanti totali.
Non è una lingua nazionale, siccome l'isola di Giava fa parte dell'Indonesia in cui si parla il Bahasa Indonesia, ma è una lingua regionale prestigiosa. Giava a sua volta contiene circa metà della popolazione dell'Indonesia ed è una grande meta turistica insieme a Giacarta, Bali, Jayapura e molte altre zone. È anche una delle lingue più parlate al mondo insieme allo stesso malese (suddiviso in Bahasa Indonesia e Bahasa Malaysia/lingua malaysiana) e altre lingue austronesiane come il tagalog. Il giavanese si scriveva con un alfabeto brahmico abugida, il Kawi, e con una versione dell'alfabeto arabo modificato, il Pegon. Oggi si scrive con l'alfabeto latino di derivazione olandese.

## Distribuzione geografica
Secondo l'edizione 2009 di Ethnologue, il giavanese era parlato da circa 85 milioni di persone. La maggior parte sono stanziati nell'isola di Giava, ma tramite flussi migratori interni la lingua si è diffusa anche in altre zone dell'Indonesia, quali Papua, Sulawesi, Molucche, Kalimantan e Sumatra. La lingua è attestata anche in Malaysia, dove se ne contano 300.000 locutori.
Il numero di parlanti è andato via via decrescendo: nel 2021, Ethnologue conta circa 68 milioni di parlanti, per poi salire a 68,3 milioni nel 2022.

### Dialetti e lingue derivate
Secondo Ethnologue oltre al giavanese propriamente detto, nel mondo vengono parlate altre quattro varietà della lingua: Esse sono: [tra parentesi quadra il codice internazionale di classificazione]
- Giavanese caraibico [jvn] (parlato nel Suriname dai circa 60.000 discendenti dei lavoratori arrivati da Giava tra il 1890 e il 1939)[3]
- Giavanese della Nuova Caledonia [jas] (parlato nella Nuova Caledonia da 6 750 persone nel 1987, discendenti dei lavoratori migranti, qui arrivati dal 1900. La lingua ha subito forti influenze dal francese)[4]
- Osing [osi] (parlato da circa 300.000 persone nella zona orientale di Giava e a Bali, e strettamente connesso coi dialetti orientali del giavanese)[5]
- Tengger [tes] (parlato da circa 80.000 persone dislocate tra il massiccio del Tengger-Semeru e le pendici del monte Bromo nella zona centro-orientale di Giava)[6]

Queste lingue sono tutte, più o meno, mutuamente comprensibili tra loro.
Il giavanese moderno ha molti dialetti (almeno undici secondo Ethnologue).

## Classificazione
La lingua giavanese fa parte della famiglia delle lingue austronesiane ed è quindi imparentata con l'indonesiano e il malese. Molti parlanti di giavanese utilizzano anche l'indonesiano per scopi ufficiali o di affari e per comunicare con gli indonesiani non giavanesi. Comunque, il giavanese e il malese non sono mutuamente intelligibili.

## Storia
Gli studiosi suddividono la storia del giavanese in quattro tappe:
1. Old Javanese/giavanese antico/giavanese arcaico, dal IX secolo (da quando è nato e si è distinto da una macro-lingua precedente, il maleo-polinesianico, da cui poi si è separato pure l'Old Malay, da cui discendono l'indonesiano e malese);
2. Middle Javanese/Giavanese Medio, dal XIV secolo circa (ascesa del buddismo e induismo)
3. Neo-giavanese, dal XVI secolo (ascesa dell'Islam)
4. Giavanese moderno, XX secolo (adozione dell'alfabeto latino)

## Fonologia
I fonemi del giavanese standard sono indicati nelle tabelle con IPA.

### Vocali
| Anteriore | Centrale | Posteriore |
| --------- | -------- | ---------- |
| i         |          | u          |
| e         | ə        | o          |
| (ɛ)       |          | (ɔ)        |
|           | a        |            |

La pronuncia delle vocali è piuttosto complicata. La principale caratteristica nello standard di Surakarta è la pronuncia di /a/ nella penultima sillaba e in alcuni altri casi come [ɔ] (come nell'inglese ought o nel francese os).

### Consonanti
|             | Labiali | Dentali | Alveolari | Retroflessi | Palatali | Velari | Glottali |
| ----------- | ------- | ------- | --------- | ----------- | -------- | ------ | -------- |
| Stop        | p b     | t d     |           | ʈ ɖ         | tʃ dʒ    | k g    | ʔ        |
| Fricativi   |         |         | s         | (ʂ)         |          |        | h        |
| Semi-vocali | w       | l       | r         |             | j        |        |          |
| Nasali      | m       | n       |           | (ɳ)         | ɲ        | ŋ      |          |

Nota: I suoni in parentesi sono allofoni e non fanno parte della pronuncia standard.

## Scrittura giavanese moderna
Il giavanese moderno (diverso dall'Old Javanese, cioè il Kawi), nato nel XVI° secolo, fa uso dell'alfabeto latino importato dai colonizzatori, di matrice olandese, introdotto nel 1926 e revisionato nel 1972-73. Alcune lettere si usano solo in prestiti europei e arabi. Anticamente il giavanese veniva scritto con un alfabeto brahmico abugida di nome Kawi, nato dalle scritture brahmiche importate nell'isola insieme all'induismo e buddismo (il nome deriva da "Kavi", che in sanscrito significa "poeta" e fa riferimento a persone colte, educate e sagge). Per la precisione, deriva dall'alfabeto pallava e gran parte dei testi in questione sono stati scritti a Bali tra il XIV° e XVI° secolo (Middle Javanese, cioè Giavanese Medio). A quel tempo, circa metà del vocabolario degli scritti in Giavanese Medio era composto da prestiti dal sanscrito. La vocale di default, posseduta da ogni alfabeto abugida, è la /ɔ/ aperta arrotondata/procheila. Il secondo alfabeto usato in alternativa era quello arabo con delle modifiche per adattarlo alla lingua Kawi detto "Pegon", importato insieme alle scritture islamiche e usato anche dalle lingue sundanesi. Il Pegon, a partire dal giavanese moderno, sostituì il Kawi e sancì la maggiore influenza dell'Islam rispetto al buddismo e induismo. Il Pegon assomiglia al jawi, usato anticamente per l'indonesiano, e a differenza di quest'ultimo presentava sempre le vocali brevi scritte (negli alfabeti abjad si possono non trascrivere). Il nome "Pegon" deriva dalla parola "deviazione" per indicare che era un'alternativa al Kawi. L'ortografia segue in buona parte quella dell'arabo: per esempio, se una parola inizia per vocale, la vocale si scrive sulla lettera alif, che funge da "sedia" per il diacritico. I suoni arabi sono stati aggiunti al Kawi con delle modifiche alle lettere Kawi. Oggi si usa perlopiù quello latino, ma in delle scuole a Yogyakarta e in altre parti dell'isola di Giava si studia l'alfabeto Kawi come materia obbligatoria fino alle scuole superiori. Tutti i sette presidenti dell'Indonesia dal 1945 hanno origini giavanesi. In particolare, Sukarno aveva il padre giavanese e la madre balinese. Il giavanese possiede anche prestiti olandesi e arabi, ma quelli arabi sono di meno rispetto al malese (cioè all'indonesiano e al bahasa Malaysia) e hanno un sinonimo in giavanese. Molti altri prestiti dal Bahasa Indonesia e dal Bahasa Malaysia riguardano la sfera della politica e burocrazia. Il dialetto standard è quello di Surakarta e appartiene al gruppo dialettale centrale (Central Javanese, giavanese centrale). Le altre due sono l'Eastern Javanese (giavanese orientale) e il Western Javanese (giavanese occidentale). Tutti i dialetti hanno diversi livelli di intelligibilità tra loro. Solo i dialetti centrali (cioè quelli che formano lo standard) ancora oggi usano due livelli di formalità nella parlata (formale/cortese/onorifico VS informale/colloquiale).
| Lettera/ digrafo | Trascriz. IPA | ꦨꦴꦰꦏꦮꦶ Bhāṣa Kawi | Pegon أَبْجَدْ ڤَيڬَونْ | Spiegazioni |
| ---------------- | ------------- | --------------- | ---------------- | --- |
| a; -a            | /a/; -/ɔ/     | ꦄ               | َ                 | È una "a" di albero. Nella parlata di Surakarta, che è il dialetto standard (dialetto Mataraman, parlato anche a Yogyakarta), la -a completamente a fine parola diventa -/ɔ/, cioè una "o" di occhio arrotondata/procheila e aperta. Una vocale si dice arrotondata se le labbra sono arrotondate in un cerchiolino durante la pronuncia. La "a" in Kawi trascrive la vocale di default, la /ɔ/, che si toglie e/o sostituisce con altre vocali ottenute con diacritici aggiunti alla consonante. Nel Kawi in più esistevano le vocali brevi e la controparte lunga, presenti pure in sanscrito, e due sonanti, cioè consonanti usati con valenza di vocale, a loro volta in versione breve e lunga, e due dittonghi. Si ricorda che le vocali in Kawi sono in forma isolata e, se legate a una consonante, sono scritte in forma di diacritico che può anche essere circonflesso (e cioè circondare a sinistra e a destra la consonante, come anche in hindi, nepali, bengali e assamese). La vocale di default non ha diacritici, ma con un diacritico apposito si elide (e.g. /kɔ/ > /k/). Il diacritico apposito, dal sanscrito, si chiama "virama" ꧀. In arabo, si usa un trattino sopra la consonante ed è /a/. L'arabo e gli abjad non hanno vocali inerenti. |
| è (a volte ê)    | /ə/           | - - -; ꦼ         |                  | È la vocale neutra schwa, che si ottiene immaginando di declamare le consonanti dell'alfabeto ("a, bi, ci, di, e, effe, gi...") senza il nome per intero ("a, b, c, d, e, f, g..."). |
| é                | /e/~/ɛ/       | ꦌ; ꦺ             |                  | È una "e" di elmetto, vocale chiusa. In sillabe chiuse (cioè chiuse da consonante) si apre, come nell'italiano perché. |
| i                | /i/~/ɪ/       | ꦆ; ꦶ             | ِ                 | È una "i" di piccolo, vocale chiusa. In sillabe chiuse si apre. In arabo è un trattino sotto la consonante. |
| o                | /o/~/ɔ/       | ꦎ; ꦺꦴ             |                  | È una "o" di occhio, vocale arrotondata chiusa. In sillabe chiuse resta arrotondata ma si apre. |
| u                | /u/~/ʊ/       | ꦈ; ꦸ             | ُ                 | È una "u" di ultimo, vocale arrotondata chiusa. In sillabe chiuse resta arrotondata ma si apre. In arabo è un ricciolo sopra la consonante. |
| b                | /b/           | ꦧ               | ب                | È una "b" di balena, consonante sonora. Una consonante si dice sonora se il palmo della mano intorno alla gola sente le vibrazioni delle corde vocali quando pronunciata. Si paragonino "ffff" e "ssss" a "mmmm" e "vvvv". In giavanese, dopo le consonanti sonore che hanno una controparte sorda (e dunque /b, d, g, ɖ/) si può sentire un'aspirazione sonora, cioè uno sbuffo d'aria con vibrazione delle corde vocali annessa. |
| c                | /tʃ/          | ꦕ               | چ                | È una "ci" di ciao, consonante sorda. Attenzione alla scrittura, identica di fronte a ogni vocale. |
| d                | /d/           | ꦢ               | د                | È una "d" di dente, consonante sonora. |
| dh               | /ɖ/           | ꦝ               | ڎ                | È una "d" di dente sonora e retroflessa. Una consonante si dice retroflessa se pronunciata con la punta della lingua piegata all'indietro, verso l'incavo del palato. Anticamente la lettera veniva scritta con un punto in basso, "ḍ". Il suono è presente pure in hindi, sanscrito, bengali e norvegese. |
| f                | /f/           | ꦥ꦳               | ف                | È una "f" di farfalla, consonante sorda. Si usa in prestiti europei e arabi. |
| g                | /g/           | ꦒ               | ڬ                | È una "g" di gatto, consonante sonora. Non si palatalizza mai, al contrario dell'italiano. |
| h                | /h/           | ꦲ               | ه                | È un'aspirazione sorda, come nell'inglese "have". |
| j                | /d͡ʒ/          | ꦗ               | ج                | È una "gi" di gioco, consonante sonora. |
| k                | /k/           | ꦏ               | ك                | È una "c" di cane, consonante sorda. |
| l                | /l/           | ꦭ               | ل                | È una "l" di leva, consonante sonora. |
| m                | /m/           | ꦩ               | م                | È una "m" di mano, consonante sonora. |
| n                | /n/           | ꦤ               | ن                | È una "n" di nave, consonante sonora. Davanti a "c" /t͡ʃ/ si palatalizza in /ɲ/, cioè in una "gni" di gnomo. |
| ng               | /ŋ/           | ꦔ               | ڠ                | È una "n" pronunciata con il dorso della lingua contro la zona del palato, come nell'italiano panca e nell'inglese king. |
| ny               | /ɲ/           | ꦚ               | ڽ                | È una "gni" di gnomo, consonante sonora. |
| p                | /p/           | ꦥ               | ڤ                | È una "p" di palla, consonante sorda. |
| q                | /k/           |                 | ق, ك             | È una "c" di cane, consonante sorda. Si usa in prestiti europei e arabi. |
| r                | /r/~/ɾ/       | ꦫ               | ر                | È una "r" di parco, consonante sonora polivibrante. Si riduce in monovibrante se intervocalica, come nell'italiano arare o nell'inglese statunitense city, better. |
| s                | /s/           | ꦱ               | س                | È una "s" di senza, consonante sorda. |
| t                | /t/           | ꦠ               | ت                | È una "t" di tavolo, consonante sorda. |
| th               | /ʈ/           | ꦛ               | ڟ                | È una "t" di tavolo, sorda e retroflessa. Si può pensare come una "dh" desonorizzata, cioè con la caduta della vibrazione delle corde vocali. Anticamente veniva scritta con un punto sotto, "ṭ", esattamente come per "dh": il punto sotto dunque indicava la retroflessione. |
| v                | /v/           |                 |                  | È una "v" di vela, consonante sonora. Si usa in prestiti europei. |
| w                | /w/           | ꦮ               | و                | È una "u" di quaglia, semivocale arrotondata chiusa per formare i dittonghi. |
| x                | /ks/          |                 |                  | È una "cs" di clacson, cluster consonantico sordo a due membri. Si usa in prestiti europei. |
| y                | /j/           | ꦪ               | ي                | È una "i" di iena, semivocale chiusa per formare i dittonghi. |
| z                | /z/           | ꦗ꦳               | ز                | È una "s" di senza con sonorizzazione, cioè con l'aggiunta della vibrazione delle corde vocali. In alternativa si può pensare come una "z" di zero sonorizzata (come nel Norditalia) ma senza contatto tra organi. Si usa in prestiti europei e arabi. |

Si aggiunge infine che tutte le consonanti sonore completamente a fine parola si desonorizzano, cioè perdono la vibrazione delle corde vocali. In giavanese esiste pure lo stacco glottale/colpo di glottide /ʔ/, presente pure in arabo (si scrive con la hamza, ء, che a volte si scrive su una semivocale o sulla alif come sedia; per esempio, a inizio parola ha sempre come sedia la alif), indonesiano e tagalog, ma si trova nel Western Javanese. Lo stacco glottale è una consonante che si può immaginare come un leggero colpetto di tosse e nel giavanese occidentale si usa quando una parola finisce per vocale. Non esiste una consonante che trascrive questo suono (nella romanizzazione araba si usa l'apostrofo, mentre il tagalog usa dei diacritici sulla vocale finale). Nell'alfabeto Kawi e Pegon esiste anche un altro suono presente in sanscrito, hindi e arabo, cioè /ʃ/, "sci" di scienza, consonante sorda (in tagalog si può sentire in "sy", altrove si scrive "sh" o si vede nella latinizzazione del sanscrito e Kawi come Ś, ś), in Kawi ꦯ. In sanscrito esisteva pure la versione con aspirazione sonora di /d͡ʒ/, che in Kawi si scrive ꦙ (jha). Esisteva pure la versione aspirata di "c", scritta ꦖ. Estevano pure la /d/ e /t/ retroflesse con aggiunta di aspirazione, rispettivamente ꦞ e ꦜ.
Si trovavano pure la /p/ e /t/ aspirate, rispettivamente ꦦ e ꦡ, e la /s/ e /n/ retroflesse, rispettivamente ꦰ e ꦔ. I dittonghi sono "ai" e "au", ꦍ (ꦻ) e ꦎꦴ (ꦻꦴ). Il diacritico della mezzaluna/chandrabindu indicava la nasalizzazione di vocale in sanscrito ed è ꦀ.
Il Pegon è quasi identico all'afabeto arabo. Ha molte più vocali e ha in più le seguenti lettere: una kaf con un punto sopra, una nuun con tre punti invece di uno, una 'ayn con tre punti sopra, una da con tre punti sopra, una "t" faringalizzata con tre punti sopra e una fa con tre punti sopra. In più, aveva la lettera che trascrive /t͡ʃ/ dall'arabo-persiano (è l'unica lettera presa dall'alfabeto arabo-persiano).
Quanto alle vocali, ci sono due sistemi per trascriverle: il primo usa l'ortografia delle vocali lunghe e brevi in arabo, il secondo quasi di default usa le lunghe e dei dittonghi tutti come falsi amici: il primo possiede la /a, i, u/ brevi trascritte con gli stessi diacritici dell'arabo. La /ɛ/ aperta ("e taling", "é" con accento acuto) si scrive come una "i" con allungamento vocalico, mentre la /o/ si scrive come una "u" con allungamento vocalico (quindi in pegon l'allungamento vocalico è un falso amico). Per la "e pepet", "è/ê" (ovvero la vocale neutra schwa /ə/) viene coniato un nuovo diacritico che assomiglia a una piccola "z" al contrario e scritta in alto.
Quanto al secondo sistema, la alif come scritta come se fosse un allungamento vocalico indica la /a/, la yaa scritta come allungamento vocalico indica la /i/, la waaw come allungamento vocalico indica la /u/, la /a/ breve seguita dalla yaa (sembra di scrivere "ay") indica la /ɛ/ e la /a/ breve seguita dalla waaw (sembra di scrivere "aw") indica la /o/. Infine, la vocale neutra schwa /ə/ ("e pepet", "è/ê") viene coniata con un nuovo diacritico, un tildo sopra la consonante (se se fosse la nasalizzazione in portoghese o in IPA o come se scrivesse la "ñ" in spagnolo e tagalog).
I numerali oggi si scrivono con le cifre arabe moderne, ma esistono anche dei simboli presenti in Kawi. Da 0 a 9, i numeri sono ꧐, ꧑, ꧒, ꧓, ꧔, ꧕, ꧖, ꧗, ꧘, ꧙. Tutte le informazioni date finora sul Kawi sono solo un'introduzione non esaustiva a quest'ultimo. Anche il Pegon è solo introduttivo: l'alfabeto originale e quello arabo contengono altri suoni che in giavanese non sono presenti o non si usano.

## Morfologia
Il giavanese è essenzialmente una lingua agglutinante siccome fa uso di prefissi e suffissi, come l'indonesiano.

## Sintassi
L'ordine delle parole nel giavanese moderno è SVO. Comunque nel giavanese antico poteva essere VSO e qualche volta VOS. Addirittura nel giavanese moderno si possono ancora formulare frasi usando il sistema VSO.
Esempi:
- Giavanese moderno: Dheweke (S) teka (V) neng (pp.) kedhaton (O).
- Giavanese antico: Teka (V) ta (part.) sira (S) ri (pp.) ng (art. det.) kadhatwan (O).
- Italiano: Egli viene nel palazzo.

### Registri linguistici
Il giavanese standard presenta due o tre diversi registri linguistici, che dipendono dal contesto sociale. Ognuno di questi registri presenta un proprio vocabolario, regole grammaticali e addirittura versi:
- Ngoko: è il registro informale, usato per la comunicazione con amici e parenti stretti, ma anche da persone di alto status con uno di basso status, come un anziano ad un giovane o un capo al suo dipendente.
- Madya: è la forma intermedia. Un contesto dove il madya potrebbe essere usato è in una interazione tra stranieri nelle strade, quando uno non vuole essere né troppo informale né troppo formale.
- Krama: è il registro formale e puro. È usato tra persone dello stesso status che non vogliono essere informali ed è anche il registro usato per i discorsi o i documenti ufficiali, ma anche negli annunci. È usato da persone di uno status più basso per comunicare con uno di più alto status, come un giovane ad un anziano o da un dipendente al suo capo.

Esempio:
- Italiano: Voglio mangiare
- Giavanese (Ngoko): Aku arep mangan
- Giavanese (Madya): Kula ajeng nedha
- Giavanese (Krama): (neutrale) Kula badhe nedha, (modesto, umile) Dalem badhe nedha

## Pronuncia dei numeri
A sinistra i numeri in Ngoko, a destra in Krama.
- 1 = siji – setunggal
- 2 = loro – kalih
- 3 = telu – tiga
- 4 = papat – sekawan
- 5 = lima – gangsal
- 6 = enem – enem
- 7 = pitu – pitu
- 8 = wolu – wolu
- 9 = sanga – sanga
- 10 = sepuluh – sedasa
- 50 = séket – séket
- 100 = satus – setunggal atus
- centinaia = atusan – atusan
- 1000 = sewu – setunggal éwu
- migliaia = éwon – éwon